# جینی گادلی
جینی گادلی (به انگلیسی: Janey Godley؛ ۲۰ ژانویه ۱۹۶۱–۲ نوامبر ۲۰۲۴) یک استندآپ کمدین، بازیگر، نویسنده و فعال سیاسی اسکاتلندی بود. او فعالیت استندآپ خود را در سال ۱۹۹۴ آغاز کرد و جوایز مختلفی را برای کمدی خود در دهه ۲۰۰۰ دریافت کرد.